# 財満元久
財満 元久（ざいま もとひさ）は安土桃山時代から江戸時代初期にかけての武将。毛利氏家臣。萩藩大組にして750石を給わる。財満氏の当主である財満就久の養子にして嫡子。実父は就久の弟である財満忠貞。幼名は菊千代。通称は三郎兵衛。

## 生涯
毛利氏の家臣であった財満忠久の次男・忠貞の長男として生まれる。財満忠久から家督を継いだ就久には子がなかったことから、元久は就久の養子となり、家督を継ぐ。
二宮就辰の娘を妻として迎え、嫡男・元直を儲ける。
朝鮮出兵においては、足軽大将として朝鮮に渡り戦陣に就いた。
慶長5年(1600年)には、関ヶ原の戦いの前哨戦ともいわれる大津城の戦いに元久は出陣する。大津城攻めの西軍大将である毛利元康の着陣前に先駆けて、三浦四兵衛とともに京極高次が籠もる大津城に攻勢をかけた。西軍は9月13日に城への総攻撃を開始し、9月15日には京極軍を降伏させた。
しかし9月15日同日、関ヶ原の戦いで西軍が敗北したことで、西軍総大将であった毛利輝元率いる毛利氏は防長二カ国に減封された。
萩入り後は現在の萩市堀内90あたりに居を構え、御鉄砲頭、惣御鉄砲頭、元和年間には母衣役を務めた。また山口金山奉行としての任にも当たった。
寛永年間の所領は、美祢郡大嶺村、熊毛郡小周防村、佐田村、750石に及んだ。
寛永7年(1630年)7月11日、萩において病没。